# شيصران (المعافر)

تعديل مصدري - تعديل

شيصران هي إحدى قرى مديرية المعافر بمحافظة تعز اليمنية، بلغ تعداد سكانها 730 نسمة حسب التعداد السكاني في اليمن في 2004.